# Belle en het Beest: Belle's Wonderlijke Verhalen
Belle's Wonderlijke Verhalen (originele titel Belle's Magical World) is een Amerikaanse animatiefilm uit 1998, geproduceerd door Disney. Het is een direct-naar-video vervolg op de animatiefilm Belle en het Beest (1991) en Belle en het Beest: Een Betoverd Kerstfeest (1997)
De film bestaat uit een aantal op zichzelf staande verhalen, die zich afspelen binnen het verhaal de originele film. 

## Verhaal

#### Vergeven en Vergeten
Belle en het Beest plannen een diner samen. Tegen Pendules advies in neemt Belle een pratend woordenboek genaamd Van Dalen mee naar het diner. Door de opmerkingen van Van Dalen loopt het diner uit op een ramp. Belle en het Beest weigeren nadien nog met elkaar te spreken. Van Dalen probeert het goed te maken door namens het Beest een brief te schrijven aan Belle. Wanneer het Beest dit ontdekt, gooit hij haar het kasteel uit. Belle brengt haar terug en leert het Beest zo een lesje over vergeving.

#### Het Is Niet Altijd Wat Het Lijkt
Het is precies een jaar geleden dat Lumière en Fifi hun eerste afspraakje hadden. Lumière is erg nerveus over hoe hij dit feit moet vieren en vraagt Belle om advies. Fifi ziet hen en denkt dat Lumière een oogje heeft op Belle. Om hem terug te pakken probeert ze een relatie aan te gaan met Pendule, die daar duidelijk niet van gediend is. Uiteindelijk wordt het misverstand opgehelderd.

#### Baas Boven Baas
Belle vindt een gewonde vogel in haar kamer en verzorgt hem, maar vergeet hierdoor haar afgesproken lunch met het Beest. Het Beest ontdekt dit en is razend. Wanneer hij de vogel probeert te vangen, struikelt hij over Pendule en stoot zijn hoofd. De klap geneest hem van zijn haat voor de vogel, maar door zijn egoïstische gedrag sluit hij de vogel nu op in een kooi zodat het dier hem de hele dag kan vermaken. Belle overtuigt het Beest de vogel te laten gaan zodra zijn vleugel is genezen.

#### Het Feest Van Mevrouw Tuit
Mevrouw Tuit voelt zich depressief dus besluit Belle haar op te vrolijken. Ze organiseert een verrassingsfeest voor haar, maar moet oppassen dat ze het Beest niet stoort. De rivaliteit tussen Lumière en Pendule gooit roet in het eten daar ze steeds proberen elkaars bijdragen aan het feest te saboteren. Pas na een uitbrander van Belle zetten ze hun rivaliteit opzij en geven mevrouw Tuit het perfecte feest.

## Achtergrond
De losse verhalen van de film zijn vermoedelijk pilot-afleveringen van een geplande animatieserie, gebaseerd op Belle en het Beest, die nooit in zijn geheel is afgemaakt. Dit valt op te maken uit de lengte van de verhalen en de animatie die overeenkomt met dat van de tv series van De Kleine Zeemeermin en Aladdin.
In de oorspronkelijke videoband uitgave uit 1998 bevatte de film 3 verhalen en 2 liedjes. Het 4e segment: Het Feest Van Mevrouw Tuit, werd toegevoegd voor de speciale uitvoering DVD uit 2003.
De film bevat twee gezongen nummers, beide gezongen door Belle:
- Listen With Our Hearts (Luister Met Je Hart)
- A Little Thought  (Een Beetje Zorg) * Dit lied zit niet in de versie die op Disney+ te zien is.

## Stemacteurs
| Acteur                                              | Personage                       |
| --------------------------------------------------- | ------------------------------- |
| Paige O'Hara                                        | Belle                           |
| Robby Benson                                        | The Beast                       |
| Jerry Orbach                                        | Lumiere (Nederlands: Lumière)   |
| David Ogden Stiers                                  | Cogsworth (Nederlands: Pendule) |
| Gregory Grudt                                       | Chip (Nederlands: Barstje)      |
| Anne Rogers – Mrs. Potts (Nederlands: Mevrouw Tuit) |                                 |
| Kimmy Robertson                                     | Fifi                            |
| Jo Anne Worley                                      | Wardrobe (Nederlands: Kast)     |
| Frank Welker                                        | Sultan                          |
| Jim Cummings                                        | Webster (Nederlands: Van Dalen) |
| Jeff Bennett                                        | Crane                           |
| Rob Paulsen                                         | La Plume                        |
| April Winchell                                      | Chandeleria                     |

In de Nederlandse nasynchronisatie zijn te horen:
| Acteur                | Personage     |
| --------------------- | ------------- |
| Joke de Kruijf        | Belle         |
| Rob Fruithof          | Beest         |
| Gees Linnebank        | Verteller     |
| Henny Orri            | Mevrouw Tuit  |
| Arnold Gelderman      | Lumière       |
| Luc Lutz              | Pendule       |
| Willem Rebergen       | Barstje       |
| Maria Lindes          | Kroonluchtine |
| Reinder van der Naalt | La Plume      |
| Wiebe Pier Cnossen    | Perk          |
| Carol van Herwijnen   | Van Dalen     |
| Trudy Libosan         | Kast          |
| Wynanda Zeevaarder    | Fifi          |

## Prijzen en nominaties
In 1998 werd Belle en het Beest: Belle's Wonderlijke Verhalen genomineerd voor twee Annie Awards:
- Outstanding Achievement in an Animated Home Video Production
- Outstanding Individual Achievement for Voice Acting by a Female Performer in an Animated Feature Production

In 1999 werd de film genomineerd voor een Golden Reel Award in de categorie “beste geluidsmontage – direct-naar-video”